# Canon Lahitolle de 95 mm

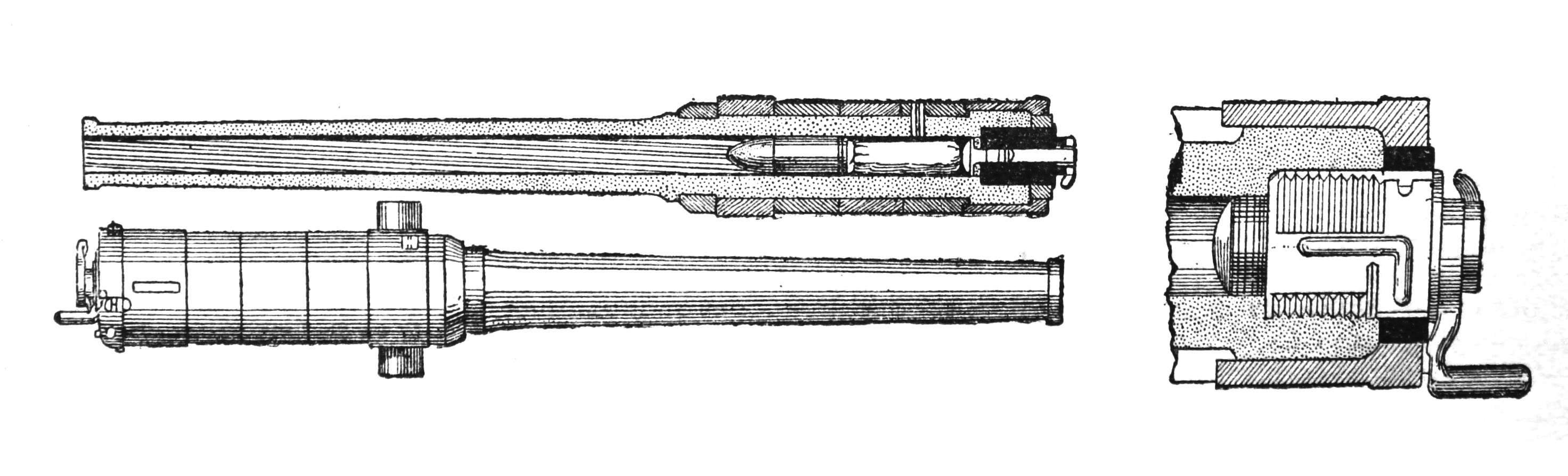
Schnittzeichnung

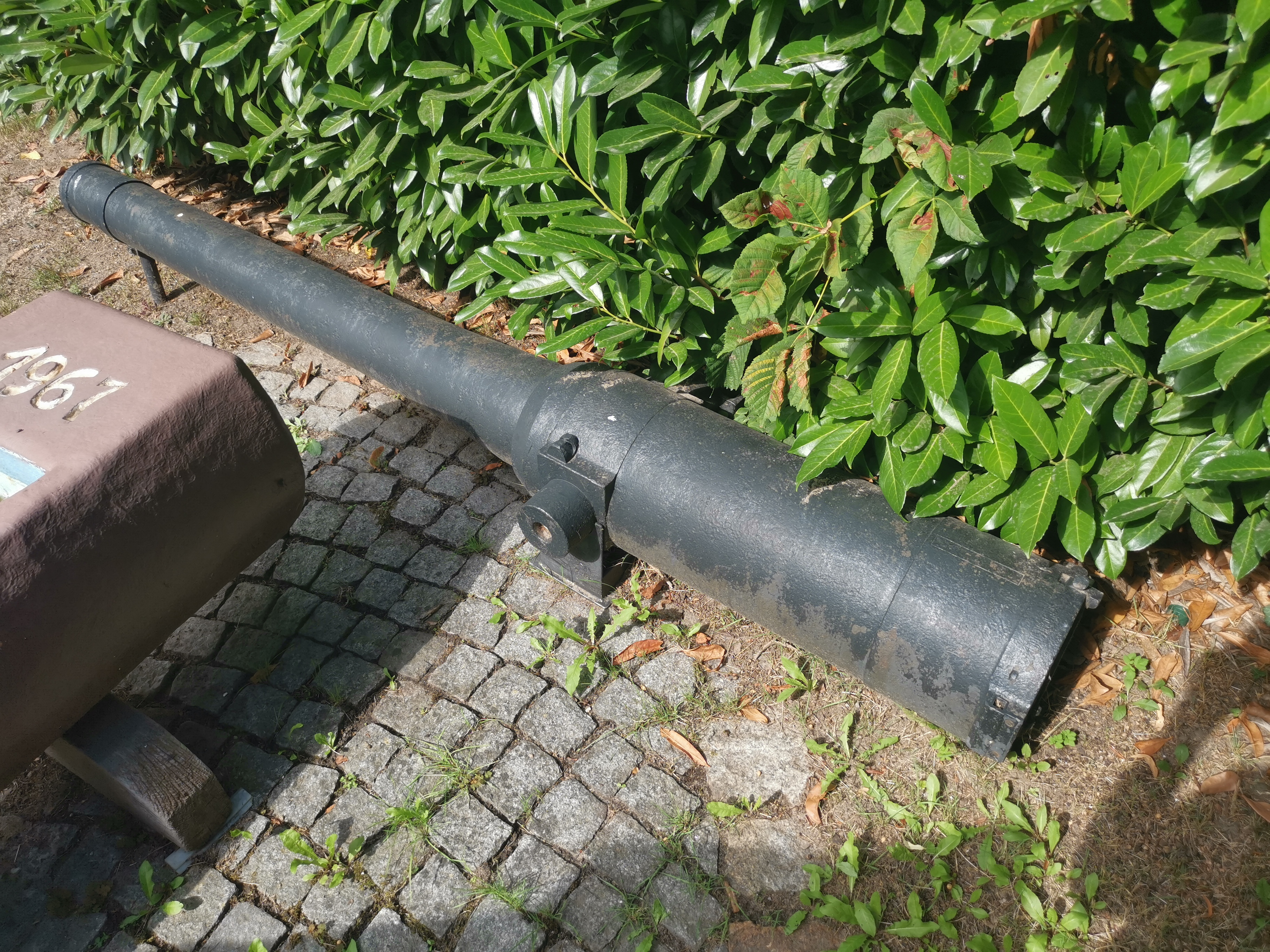
Eine von zwei Kanonen in Mölln (Schleswig-Holstein)

Die Canon Lahitolle de 95 mm, (kurz: modèle 1875) war das erste moderne Geschütz der französischen Streitkräfte. Sie wurde von 1875 bis 1945 eingesetzt. Konstrukteur war der Lieutenant-colonel der Artillerie, Henri Périer de Lahitolle. Hergestellt wurde sie von der „Fabriqué aux établissements militaires de Bourges“.
Es war eine der ersten Kanonen mit einem  Schraubenverschluss. 1875 im Heer eingeführt, ersetzte sie die Canon Reffye de 85 mm. Bereits 1877 wurde sie selbst von der Canon de 90 mm modèle 1877 abgelöst. Im Jahre 1888 nahm man noch einmal eine Kampfwertsteigerung vor. Beide Geschütze fanden während des gesamten Ersten Weltkrieges und auch noch bis 1945 Verwendung. Die Feldartillerie war meistens mit dem Geschütz Canon de 75 mm modèle 1897 ausgerüstet, die beiden älteren Modelle wurden hier nur vereinzelt verwendet. Die überwiegende Anzahl der Kanonen fanden sich in den Einheiten der Festungsartillerie, in den Forts der Barrière de fer und später in den Bunkern der Maginot-Linie.
Die deutsche Wehrmacht baute erbeutete Geschütze noch im Atlantikwall ein.
Feldgeschützlafette und Festungslafette verfügten über keine Rohrrücklaufbremse, die Lafette „G“ war mit einer hydraulischen Rohrrücklaufbremse ausgestattet.
Die maximale Schussweite betrug mit der Feldgeschützlafette: 6420, mit der Belagerungslafette: 8250 m.
Der Anschaffungspreis pro Stück betrug 6000 Goldfrancs (nach damaliger Währung).

## Liste weiterer Daten
- Lafetten:

Feldgeschützlafette, (Affût de campagne de 95 mle 1877),
Belagerungs/Festungslafette (Affût de siège mle 1880)
fest montierte Küstenlafette (Affût de côte à chaissis circulaire mle 1904 - Affût „G“).
- Die jeweiligen Gewichte beliefen sich auf:

Gewicht des Rohres: 700 kg
Gesamtgewicht mit Feldgeschützlafette: 1450 kg
Gesamtgewicht mit Lafette „G“: 2886 kg
Gesamtgewicht mit Belagerungs/Festungslafette: 1818 kg
Gesamtgewicht mit Belagerungs/Festungslafette mit Rädern vom Typ „Arbel“: 1926 kg
- Abmessungen:

Rohrlänge: 2,5 m
Kaliberlänge: L/26
Gesamtlänge mit Feldgeschützlafette: 5,04 m
Gesamtlänge mit Lafette „G“: 2,5 m
Gesamtlänge mit Belagerungs/Festungslafette: 5,25 m
- Munition:

Granaten aus Gusseisen (Obus ordinaire en fonte Mle 1875) 10,95 kg,
Granaten aus Stahl (Obus en acier Mle 1915 type B) 11,8 kg,
Schrapnelle (Obus à balle) 11,0 kg mit 150 Gramm Sprengladung und 180 Kugel je 17,3 Gramm.
- Höhenrichtbereiche:

Feldgeschützlafette: −10° bis +24°,
Festungslafette:  −10° bis +40°
Lafette „G“: −10° bis +32°